# 飞索半导体
飞索半导体是美国一家以NOR闪存为主要产品的美国半导体技术公司。总部位于美国加州森尼韦尔。

## 历史
1993年，AMD和富士通将其各自的闪存部门合并成为飞索半导体的前身FASL。AMD和富士通各自持股50％。
2003年，AMD股份增加到60%。
2005年，在NASDAQ上市成功。
2007年，收購以色列 Saifun 半導體。
2013年，收購日本富士通微控制器與類比事業部門。
2014年12月1日賽普拉斯半導體（Cypress Semiconductor）和飛索半導體已經達成了最終協議，將通過一項價值約為40億美元的全股票免稅交易進行合併。新公司名稱仍為賽普拉斯半導體，總部將設於加州聖荷西。
2016年7月8日賽普拉斯半導體Cypress Semiconductor以5.5億美元收購博通旗下物聯網業務 Wi-Fi、藍牙和 Zigbee 無線技術

### 母公司
- AMD
- 富士通

### 競爭公司
- 旺宏電子

## 外部連結
- 飛索半導體官方網站
- 飛索半導體官方部落格